# Chthulucen
Ten artykuł opisuje teorie, metody lub czynności niezgodne ze współczesną wiedzą naukową.
Chthulucen – termin proponowany przez biolożkę i filozofkę feministyczną Donnę Haraway jako alternatywa dla antropocenu na określenie geologicznej i historycznej epoki, rozpoczynającej się od wzrostu wpływu człowieka na ziemską geologię i ekosystemy z uwzględnieniem filozoficzno-społecznej perspektywy ziemskich istot innych niż ludzkie.

## Historia pojęcia i etymologia
Po raz pierwszy termin użyty został w 2014 roku podczas wykładu "Anthropocene, Capitalocene, Chthulucene: Staying with the Trouble” wygłoszonego w ramach inicjatywy AURA Uniwersytetu w Aarhus, który następnie wszedł w skład wydanej w 2016 roku książki Staying with the Trouble: Making Kin in the Chthulucene.
Obok imienia fikcyjnego bóstwa Cthulhu, ukutego przez H.P. Lovecrafta na potrzeby swojego kręgu mitów, Haraway wskazuje na etymologiczne pochodzenie od greckich słów – khthôn oraz kainos. Kainos to określenie na "to, co nowe, ożywcze, to, co ma się zacząć", khthôn oznacza zaś "ziemię”. Filozofka pisze o „różnorodnych, oplatających jak macki całą Ziemię wpływach i siłach” zarówno o twórczym jak i destrukcyjnym charakterze, wskazując na (obejmującą wiele mitologicznych i pochodzących z fantastyki naukowej, poza-wymiarowych, nadludzkich i nie-ludzkich bytów) inspirację Nagami, Gają, Meduzą, Tangaorą, Terrą, Haniyasu, Spider-Woman, Pachamamą, Ọyą, Gorgoną, A’akuluujjusi i innymi, których H.P. Lovecraft „nie mógł sobie wyobrazić ani zaakceptować”.

## Krytyka antropocenu
Sama propozycja nowego terminu wynika z krytyki koncepcji antropocenu, jako antropocentrycznego i opartego na ludzkim indywidualizmie, wskazując na znaczenie poza-ludzkich bytów i procesów oraz ich związków. Haraway proponuje podejście oparte na haśle „make kin, not babies” – budowaniu relacji imitujących pokrewieństwo pomiędzy ludźmi a innymi ziemskimi gatunkami i tworzeniu opartych na nich wspólnot, zamiast ciągłego zwiększania ludzkiego przyrostu naturalnego, poszerzającego ludzką dominację na Ziemi.
Wskazując na skalę i nieznane jeszcze skutki wynikające z destruktywnej i twórczej ludzkiej działalności, Haraway proponuje chthulucen jako nazwę adekwatniej oddającą aktualną sytuację planety, niż antropocen.  
Antropocen ma jako pojęcie i narzędzie naukowe zniechęcać do działania przez konotacje z katastrofą i wymieraniem, na co odpowiedzią filozofki ma być propozycja nowego sposobu prowadzenia naukowej narracji przy pomocy „cthulucenu” kojarzonego z wielością i między-gatunkowością.

## System sympojetyczny
Z nazwą chthulucenu w pracach autorki wiążą się hasła nowych form pokrewieństwa i sympojezy.
Sympojeza, od greckich sún – współ- i poíēsis – tworzenie, jest terminem zapożyczonym z prac z zakresu studiów środowiskowych Beth Dempster mającym określać „wytwarzane w sposób zbiorowy systemy, w których przepływ informacji i kontrola są rozproszone w różnych jego elementach, a ich granice nie są ściśle wyznaczone, system jest bowiem ewolucyjnie zmienny”.
Na podstawie postulatów tworzenia systemów sympojetycznych oraz solidarności międzygatunkowej Haraway prezentuje postulaty cthulucenu oparte na budowaniu nowych form wspólnot i odpowiedzialności.